# الکساندر دیانین
الکساندر دیانین (روسی: Александр Павлович Дианин؛ ۲۰ آوریل ۱۸۵۱ – ۶ دسامبر ۱۹۱۸) دانشمند در زمینه شیمی آلی اهل امپراتوری روسیه بود. شهرت وی به دلیل کشف و فرآوری ترکیباتی چون بیسفنول ای و ترکیبات دیانین است.